# Estobeu

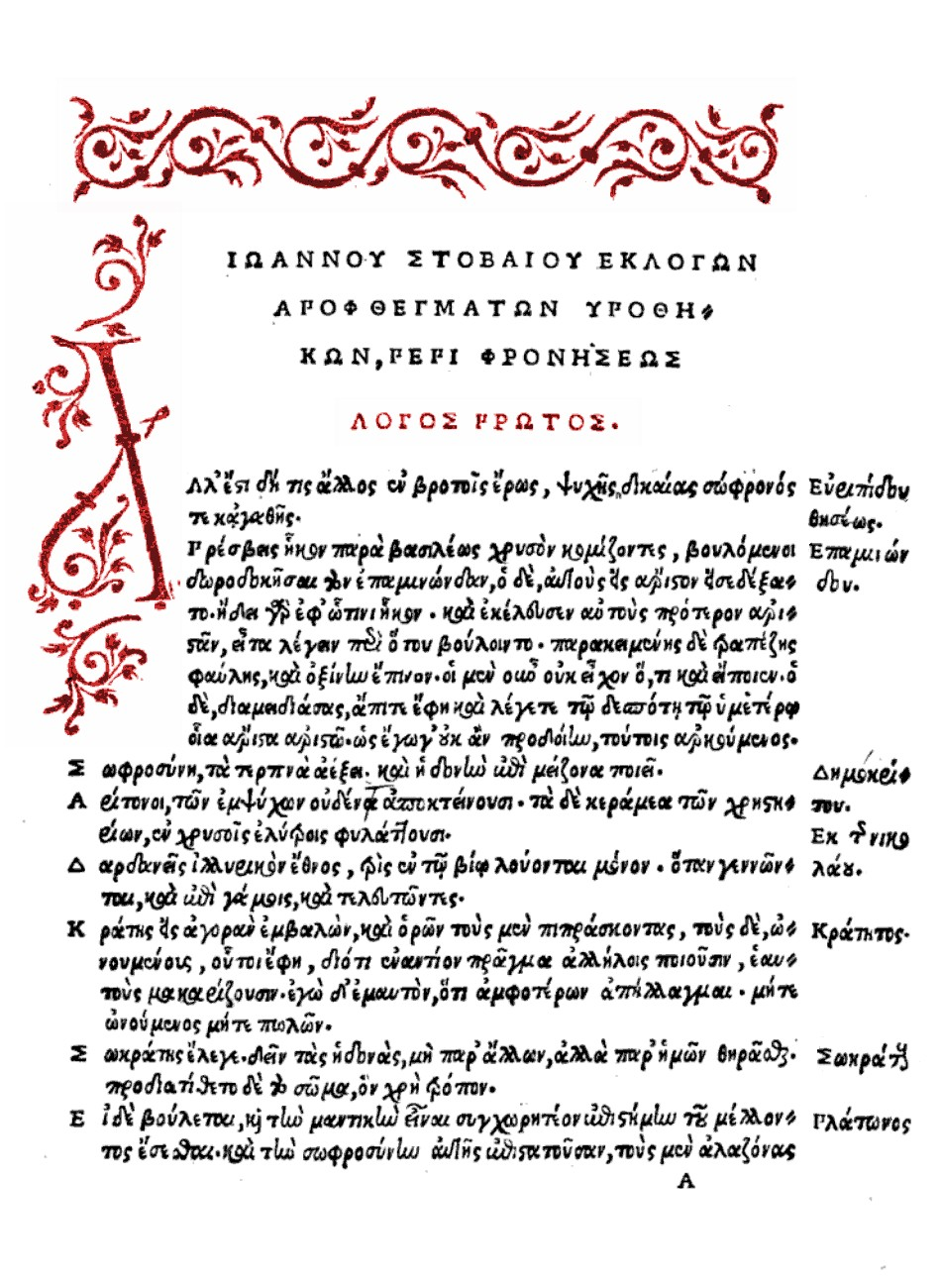
Pàgina del Florilegium d'Estobeu, en una publicació del 1536 de l'editor Vettore Trincavelli

Joan Estobeu (Ἰωάννης ὁ Στοβαῖος, Joannes Stobaeus) fou un escriptor grec, nadiu de Stobi a Macedònia, ciutat de què deriva el seu nom.
La seva època és incerta; se sap, però, que fou posterior a Hièrocles d'Alexandria, al qui esmenta, i segurament va viure poc després (final del segle v), ja que no esmenta cap autor posterior. Fou probablement pagà pels seus escrits, però potser fill de pares cristians, tenint en compte la primera part del seu nom.
És l'autor d'una antologia en què recull frases d'altres autors i dites procedents del saber popular; aquesta obra, se la coneix amb el nom d'Antologia o també Els extractes.

## Obra
Va recopilar extractes de nombrosos escriptors grecs, obra que va publicar en quatre llibres sota el títol de Ἰωάννου Στοβαίου ἐκλογῶν, ἀποφθεγμάτων, ύποθηκῶν βιβλία τέσσαρα, conegut popularment amb el nom d'Els extractes.
Aquesta antologia ha resultat molt útil per a estudiar els primers escriptors en llengua grega, perquè d'altra manera s'haurien perdut per sempre i perquè inclou un repertori ric en dites molt instructives. En la majoria dels manuscrits, aquesta obra estava dividida en tres parts, la primera i segona anaven juntes sota el títol Ἐκλογαὶ Φυσικαὶ διαλεκτικαὶ καὶ ἠθικαί, («Èglogues físiques i morals»); la tercera part es deia originàriament  Ἀνθολόγιον («Antologia») i es va publicar en llatí amb el noms: Florilegium o Sermones.
Els Extractes anaven precedits d'una dedicatòria al seu fill Septimius i d'un resum, que es conserva en la Biblioteca escrita al segle ix per Foci. En aquesta versió, es diu que els Extractes d'Estobeu estaven escrits originàriament en quatre parts, agrupades en dos volums.
És probable que, antigament, l'obra completa es conegués pel nom d'Anthologion, la transliteració del nom del segon volum, que en edicions posteriors a Foci es va publicar amb dos noms: Eclogae i Florilegium, respectivament. En les edicions modernes, es tendeix a publicar tot junt amb el nom Antologia.
En la introducció, l'autor valora la funció de la filosofia i de les diferents escoles filosòfiques, però aquesta part del text s'ha perdut, llevat de la conclusió final. Cada capítol té una breu descripció del tema que tracta. Estobeu va citar més de cinc-cents escriptors, generalment començant pels poetes, i tot seguit historiadors, oradors, filòsofs i científics. Gràcies a aquesta obra, es coneixen uns 500 passatges d'Eurípides, 150 de Sòfocles i gairebé 200 de Menandre.

### Èglogues
El primer volum (en llatí: Eclogues) conté la part més extensa de l'obra. Recull les opinions de poetes i escriptors en prosa sobre temes relacionats amb la física, la dialèctica i l'ètica. Se sap, per la còpia de Foci, que el primer llibre anava precedit d'una dissertació sobre els avantatges que aporta la filosofia, una llista de les diferents escoles dedicades a aquest estudi i una col·lecció d'opinions i reflexions d'escriptors antics sobre geometria, música i aritmètica. La major part del text introductori s'ha perdut i només es pot llegir el que diu sobre aritmètica. El llibre primer estava dividit en seixanta capítols, el llibre segon en quaranta-sis, però només se'n conserven els nou primers. Algunes parts del llibre segon (capítols 15, 31, 33, 46) es van recuperar a partir d'una còpia que es va trobar al segle xiv. Els coneixements d'Estobeu sobre física, en el sentit ample de la paraula que els grecs donaven a aquest terme, no són gaire de fiar, ja que confon els dogmes dels primers filòsofs jònics i de vegades barreja conceptes del platonisme amb d'altres del pitagorisme. Sembla que es va basar, en part, en un filòsof peripatètic dit Aetius i en l'estoic Ari d'Alexandria.

### Florilegium
El segon volum tractava sobre temes de moral, política i economia; era una llista de dites de saviesa popular. El llibre tercer estava format originàriament per quaranta-dos capítols i el llibre quart per cinquanta-vuit. Les qüestions ètiques anaven en relació amb parelles formades per una virtut i el vici oposat. Pel que fa als temes polítics, sovint fa servir les citacions per a il·lustrar millor els pros i els contres d'una qüestió en dos capítols successius.